# サヨナラブ
「サヨナラブ」は、柴咲コウの配信限定シングル。2011年1月10日にNAYUTAWAVE RECORDSから配信された。

## 解説
表題曲「サヨナラブ」とカップリングのルージュの伝言は、映画「嘘つきみーくんと壊れたまーちゃん」の主題歌と挿入歌として使用された。

## 収録曲
1. サヨナラブ
作詞：柴咲コウ、作曲：渡辺泰司
  - 映画「嘘つきみーくんと壊れたまーちゃん」主題歌
2. ルージュの伝言
作詞・作曲：荒井由実
  - 挿入歌
  - 荒井由実のカバー

## 収録アルバム
| 曲名           | アルバム         | 発売日        | 備考                  |
| -------------- | ---------------- | ------------- | --------------------- |
| サヨナラブ     | 『CIRCLE CYCLE』 | 2011年5月18日 | 5thスタジオ・アルバム |
| ルージュの伝言 | 『CIRCLE CYCLE』 | 2011年5月18日 | 5thスタジオ・アルバム |